# 田峰站

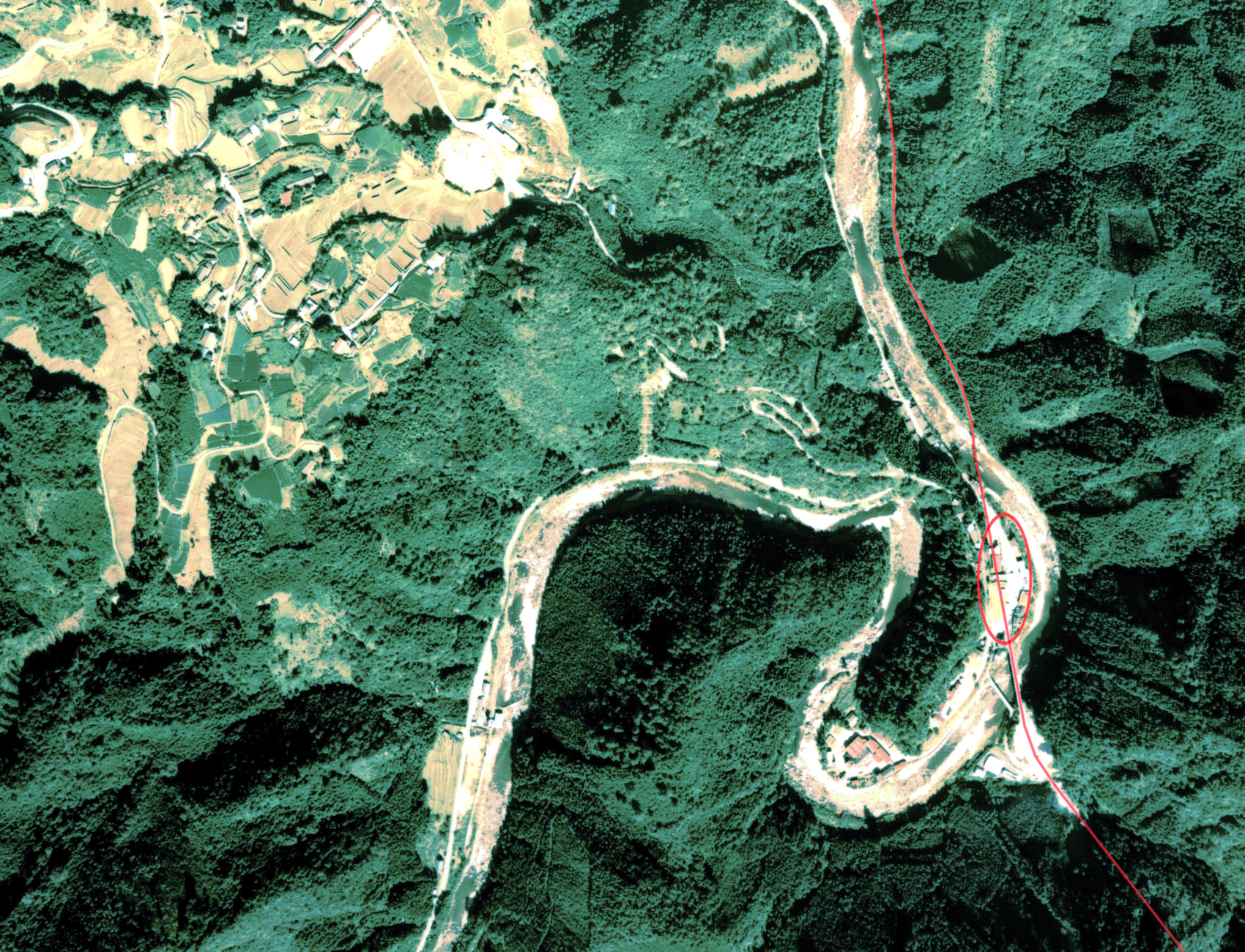
在1977年的田峰站遺址與周邊地方。紅色圓圈的地方是車站遺址附近。紅線是田口線的廢線遺跡。

田峰站（日语：／ Damine eki */?）（也有田峯站這個寫法）是位於愛知縣北設樂郡設樂町田峯字竹桑田，豐橋鐵道田口線的鐵路車站（廢站）。

## 歷史
田峰站在1930年（昭和5年）12月10日由田口鐵道開設。田口鐵道是連接現時JR飯田線本長篠站與北設樂郡設樂町之間的鐵路。而田峰站是在第二期線，即三河海老站至清崎站之間開通之際，同時開設的其中一座車站。
車站所在的田峯是位於豐川右岸處，舊段嶺村的村公所是在該處。而連接豐橋和長野縣飯田之間的伊那街道中，不會途經田峯地區，而是途經現時新城市和設樂町之間的與良木峠。而田口鐵道路線不會越過與良木峠，當離開海老後，鐵路線會途經長1.5公里的稻目隧道，隨後到達田峯。
在戰前的舊段嶺村內，擁有一大片由宮內省管理的段戶御料林。當時來自該御料林的木材會運送至此站，再使用鐵路運往各處。在此站啟用後敷設了兩條森林鐵路（田峯森林鐵道）。在1931年度（昭和6年度）開設了鰻澤線，在1932年度（昭和7年度）開設栃洞線。該森林鐵路的規格為輕便鐵路，由於與田口鐵道的軌距相異，因此於車站設置了伐木場。在站內，來自森林鐵路的木材會移送至田口鐵道的鐵路貨車上。在戰後，由於道路網的發展和森林資源開始枯渇，鰻澤線於1958年度（昭和33年度），栃洞線於1962年度（昭和37年度）廢除，田峯森林鐵道被消滅。
在1956年（昭和31年）10月1日，田口鐵道合併至豐橋鐵道後，此站成為豐橋鐵道田口線的車站。在合併8年後的1964年（昭和39年），隨著豐橋鐵道的赤字愈來愈嚴重，因此決定廢除田口線。田口線在1968年（昭和43年）9月1日廢除。但是在該日之前的8月29日，由於受到颱風（颱風10號）吹襲，使田峰站至清崎站之間的路軌由於受損而不能通行，包含田峰站在內，三河海老站以北區間率先終止營業。
在廢線後，由巴士替代了田口線的服務。該巴士路線當初是途經與良木峠。後來把稻目隧道轉換為巴士專用道路，當工程在1969年（昭和44年）1月15日完成後，巴士路線改經該隧道。後來稻目隧道被愛知縣收購後，於1979年（昭和54年）3月進行擴寬工程，最後該隧道成為雙車線隧道。現時該隧道成為了愛知縣道389號富榮設樂線稻目隧道。
截至2023年（令和5年），本長篠站與設樂町之間設有豐鐵巴士田口新城線。在車站附近的字竹桑田設有「田峯」巴士站。

## 車站構造
此站是地面車站，設有1面2線的島式月台和2線貨物側線。此站是有人車站。截至1956年（昭和31年），站內共有4人當值，包括站長。

## 使用狀況
在1957年度，乘車人次為61,000人（平均1日168人），當中約五成（31,000人）為定期票的乘客。在田口線11座車站中，為第六多人使用的車站。在同一年度的貨運量方面，發送為3,687公噸，到達為1,308公噸。在田口線設有貨運業務的7座車站中，此站的貨運量排名第五。

## 遺址
在車站遺址附近設有田峯巴士站和設樂町段嶺窗口中心。鐵路廢除後，遺址處還放置了一架於田口線上使用的列車，後來當設樂町田口開設設樂町奧三河鄉土館後，於1977年（昭和52年）便把列車遷移至該處。

## 其他
在2014年（平成26年）9月，一隊當地的義工和石井峻人於設樂町奧三河鄉土館的收藏庫發現1,200份資料。在得到愛知淑德大學的協助下進行了資料整理等工作後，於2016年（平成28年）3月20日至25日期間，把整理好的資料移送至設樂町段嶺窗口中心作展示。
在展出的資料中，包含了「着札」（顯示在貨車上）、貨運業務相關的故障電報和團體乘車申請表等。

## 相鄰車站
豐橋鐵道
田口線
瀧上－田峰－長原前

## 注腳
1. 1 2  《日本鐵道旅行地圖帳》7號，p.37-38
2. ↑  《鳳來町誌》田口鐵道史編，p.64
3. ↑  《鳳來町誌》田口鐵道史編，p.58-59
4. ↑  《角川日本地名大辭典》23，p.814,1907
5. ↑  《角川日本地名大辭典》23，p.1906-1907
6. ↑  《鳳來町誌》田口鐵道史編，p.108-110,113
7. ↑  《鳳來町誌》交通史編，追補 p.34-35
8. ↑  《鳳來町誌》田口鐵道史編，p.152
9. ↑  《鳳來町誌》田口鐵道史編，p.161-162
10. ↑  《鳳來町誌》田口鐵道史編，p.186
11. ↑  《鳳來町誌》田口鐵道史編，p.172-175
12. ↑  「豊鉄バス路線系統図 新城営業所管内PDF」（豐鐵巴士官網），2023年12月14日參閱
13. ↑  Mapion電話帳 田峰バス停，2012年9月24日參閱
14. ↑  白井良和. . 鐵道畫刊 (鐵道圖書刊行會). 1986-03, (461): 59 （日语）.
15. ↑  《圖錄》，p.8
16. 1 2 3 4  鈴木泰彥. . 中日新聞 (中日新聞社). 2016-03-21: 朝刊 三河総合版 11 （日语）.
17. 1 2  《愛知縣統計年鑑》昭和34年版，p.386
18. ↑  《新鉄道廃線跡を歩く》3，p.133
19. ↑  《鳳來町誌》田口鐵道史編，p.172

## 相關項目
- 日本鐵路車站列表 Da